# Aphanistes klugii
Aphanistes klugii là một loài tò vò trong họ Ichneumonidae.